# Кобяков, Павел Петрович
Павел Петрович Кобяков (неизвестно) — российский государственный деятель, эсер, Председатель Новгородского губисполкома (1917).

## Биография
Годы жизни неизвестны. До 1917 года служил в армии солдатом. Имел высшее коммерческое образование и работал агрономом. Эсер. Избирался членом Учредительного собрания от Новгородского округа. С августа 1917 года по 1 ноября 1917 года был председателем Новгородского губисполкома. Также в 1917 году был гласным Новгородской городской думы. Позже находился в эмиграции в Чехословакии.